# 탈탈
탈탈(스페인어: Taltal)은 칠레 안토파가스타 주 안토파가스타 현의 코무나이다. 2012년 칠레 인구총조사에 의하면 탈탈의 인구는 11,132명이며, 총면적은 20,405.1km2이다. 이곳에 파라날 천문대가 있으며 남쪽에는 판 데 아수카르 국립공원의 일부 구역이 걸쳐 있다.
탈탈이라는 이름은 원주민 언어인 '탈탈' (Thalthal)에서 유래하였으며, 이는 '밤의 새'를 의미한다.

## 역사
탈탈의 역사는 1850년 호세 안토니오 모레노가 탈탈에서 북쪽으로 20km 떨어진 지점에 엘 코브레라는 이름의 구리 광산을 열면서 시작되었다. 광산이 열리자 돈을 벌러 온 광부들과 개척민들이 이 지역으로 이주하였다. 1855년 모레노는 광산 사업을 탈탈 지역으로 확대하였다. 1858년에는 카치유발 산 부근에 구리맥이 또 발견되면서 근처 항구가 붐비기 시작했고, 코피아포 세관에서 관리를 맡도록 해야 했다. 따라서 모레노는 항구 운영을 공식적으로 허가해달라고 신청하였으며, 1858년 7월 12일 마누엘 몬트 토레스 대통령의 서명으로 최고령 제91조가 발효되면서 정식 인가되었다.
하지만 진정한 탄광 붐은 1876년 질산염 (질산칼륨) 탄광이 조성되면서 시작되었다. 1879년부터는 처음으로 이 지역의 질산염을 배에 실어 수출하기 시작했다. 1882년에는 카치날데라시에라와 다른 질산염 광산들을 잇는 철도가 개통되었다. 이 철도는 영국 회사인 탈탈 철도회사 (Taltal Railway Company)가 건설했는데 1954년에 개인투자가에게 매각되었고 1970년에는 질산염 광산이 폐광되면서 같이 해체되었다. 생산량이 최고조에 달했던 1930년대 탈탈의 인구는 3만 명에 달했으며 칠레에서 세 번째로 큰 질산염 광산 지역이기도 했다.

## 인구
2002년 국가통계청의 인구총조사에 따르면 탈탈에는 11,000명의 주민 (남자 6,182명, 여자 4,918명)이 거주한다. 이 가운데 9,564명 (85%)는 시가지에 거주하며 1,536명 (14%)는 농촌에 거주한다. 1992년 인구 통계와 비교했을 때 탈탈의 인구는 2.3% 증가하였다.

## 같이 보기
- 파라날 천문대
- 아타카마 사막
- 안토파가스타